# 佐洛京卡 (薩哈共和國)
佐洛京卡（羅馬化：Zolotinka）是俄罗斯萨哈共和国的市级镇，属涅留恩格里区，在区行政中心涅留恩格里南偏东、共和国首府雅库茨克西南方向。
该地2021年人口有598人；2010年人口552；2002年人口566；1989年人口1,065。